# 2019年辽宁开原龙卷风
2019年辽宁开原龙卷风是在2019年7月3日发生的一场至少EF3级龙卷风，对中国辽宁省铁岭市下辖的开原市造成严重影响 。

## 成因
1969年至此次龙卷风前，辽宁省共出现64次龙卷风，其中44次造成人员伤亡和财产损失。
此次龙卷风受东北冷涡以及蒙古气旋前侧低压带共同影响，由强对流天气中的“超级单体”引发，破坏力极强，且难以预测。灾害发生前，辽宁省气象台曾先后两次发布了强对流天气预报和预警。

## 事发经过
2019年7月3日下午铁岭地区出现龙卷、冰雹、短时强降水等强对流天气。天气雷达显示，强回波从铁岭昌图县进入开原市西北部金沟子镇，向东南方向移动到开原市区附近，经兴开街道，开原经济开发区，并持续向南。开原市国家气象观测站在17时25分到37分观测到开原市区出现龙卷，气象站测得的最大瞬时风速为23.0米/秒（9级）。

## 灾害处理
灾害发生后，开原市立即启动2级应急响应预案，应急、消防、武警、公安、交管、医疗等救援队伍参与救援。辽宁省紧急启动了自然灾害四级应急救助响应物资，保障受灾人员基本生活需要。开原市政府成立了灾情的防控指挥部，成立了现场搜救、伤员救治、灾情核查、电力抢修、社会稳定等10个小组，共出动800多人。

## 后续影响
此次龙卷风引发了中国大陆民众的热议，也让即将在2019年8月1日通过的《龙卷强度等级》获得更大的关注。